# Megalastrum gompholepis
Megalastrum gompholepis är en träjonväxtart som beskrevs av Robbin C. Moran och J.Prado. Megalastrum gompholepis ingår i släktet Megalastrum och familjen Dryopteridaceae. Inga underarter finns listade.